# Caicedo
Caicedo è un comune della Colombia facente parte del dipartimento di Antioquia.
Il centro abitato venne fondato da Luciano Holguín nel 1870, mentre l'istituzione del comune è del 1908.